# December 2016
Dit artikel geeft een chronologisch overzicht van de belangrijkste gebeurtenissen per dag van de maand december in het jaar 2016.

## Gebeurtenissen

### 1 december
- Uit een geluidsopname van het gesprek dat de piloot voerde met de verkeerstoren in Medellín blijkt dat het vliegtuig met Braziliaanse voetballers dat op 29 november neerstortte in Colombia geen brandstof meer had.[1]
- Nadat de Colombiaanse senaat gisteren akkoord ging met het vredesverdrag tussen de regering en rebellenbeweging FARC, heeft nu ook het parlement voor het verdrag gestemd. Het vredesverdrag is nu officieel ingegaan.[2]
- De politie van New York geeft bewakingsbeelden vrij waarop te zien is hoe een man een emmer met goud uit een geldwagen steelt. De NYPD is al 3 maanden op zoek naar deze man.[3]
- Het Russisch ISS-vrachtschip Progress ontploft kort na de lancering.[4]
- De Europese Commissie gaat akkoord met het plan van de Duitse regering om tol te gaan heffen op de Autobahn.[5]
- De Thaise prins Maha Vajiralongkorn volgt officieel zijn overleden vader, wijlen koning Rama IX, op als koning Rama X.[6]
- De VN-organisatie UNESCO plaatst yoga op haar lijst van immaterieel cultureel erfgoed.[7]

### 2 december
- President-elect Donald Trump maakt in een toespraak bekend dat de gepensioneerde generaal James Mattis minister van Defensie wordt in zijn regering.[8]
- Het dodental als gevolg van de bosbranden in de Amerikaanse staat Tennessee bij Gatlinburg is opgelopen tot elf.[9]
- Nico Rosberg besluit enkele dagen na het behalen van de wereldtitel in de Formule 1 om zijn carrière als coureur te beëindigen.[10]
- Volgens Europol zijn er naar schatting enkele tientallen potentiële terroristen in Europa die door de Islamitische Staat worden aangestuurd en die in staat zijn om een aanslag te plegen.[11]
- Bij een brand tijdens een dancefeest in een pakhuis in de Amerikaanse stad Oakland komen meer dan dertig mensen om het leven.[12]
- In Gambia heeft dictator Yahya Jammeh, die in 1994 de macht verkreeg door middel van een staatsgreep, de democratische verkiezingen van 1 december verloren. Hiermee leek een einde aan het 22-jarige bewind van Jammeh te komen. Zijn tegenstander, de zakenman Adama Barrow, behaalde 45,5 procent van de stemmen, tegenover 36,7 procent voor Jammeh.[13]

### 3 december
- Donald Trump breekt met het buitenlandbeleid van de Verenigde Staten door te bellen met de Taiwanese president Tsai Ing-wen.[14]
- De drie oppositiepartijen in Zuid-Korea dienen een wet in waarmee een afzettingsprocedure tegen president Park Geun-hye kan worden begonnen.[15]
- In de Indonesische hoofdstad Jakarta gaan meer dan 150.000 mensen de straat op om te demonstreren tegen de christelijke gouverneur Dasuki Tjahja Purnama. Ze vinden dat hij zich schuldig heeft gemaakt aan godslastering omdat hij uit de Koran citeerde. Bij de demonstratie werden zeven mensen aangehouden op verdenking van hoogverraad, onder wie de dochter van oud-president Soekarno.[16]

### 4 december
- Italiaanse kiesgerechtigden kunnen in een referendum stemmen over een grondwetswijziging. Indien een 'nee' de uitkomst van het referendum wordt, kunnen meerdere Italiaanse banken omvallen. 's Avonds werd bekend dat de grondwetswijzigingen met een meerderheid van ongeveer 60 procent zijn afgewezen. De Italiaanse premier Renzi kondigde iets na middernacht zijn aftreden aan.[17][18]
- De Oostenrijkse onafhankelijk politicus Alexander Van der Bellen wint voor de tweede keer de presidentsverkiezingen in het land.[19]
- De Nieuw-Zeelandse premier John Key treedt om familieredenen af.[20]
- Honderden inwoners keren terug naar hun huis in het oostelijke deel van de Syrische stad Aleppo nadat het regeringsleger het noordoostelijke deel van de stad heroverde op de rebellen.[21]
- Bij een botsing tussen een bus en een vrachtwagen in Siberië vallen zeker twaalf doden, onder wie negen jonge tieners die behoorden tot een acrobatiekteam.[22]

### 5 december
- De Amerikaanse regering besluit geen vergunning te verlenen voor de aanleg van een oliepijpleiding bij een Indianenreservaat in de staat North Dakota. Tegen de aanleg is er maanden geprotesteerd door Sioux-indianen en milieuactivisten.[23] (Lees verder)
- Bij een brand in een hotel in de Pakistaanse stad Karachi komen elf mensen om het leven.[24]
- De negentien eurolanden bereiken een akkoord over het verlichten van de schuld van Griekenland.[25]
- Een Griekse rechter bepaalt dat drie Turkse militairen die na de mislukte staatsgreep in juli met een helikopter naar Griekenland waren gevlucht, niet mogen worden uitgeleverd aan Turkije.[26]
- In het Groningse Ter Apel wordt per direct cameratoezicht ingevoerd in de strijd tegen een kleine groep asielzoekers die aanhoudend overlast veroorzaakt. De gemeente zegt daarmee gehoor te geven aan veel verzoeken van bewoners en bedrijven.

### 6 december
- De Franse premier Manuel Valls dient zijn ontslag in vanwege zijn kandidatuur voor het presidentschap van Frankrijk.[27]
- De Franse president Hollande benoemt Bernard Cazeneuve tot premier van het land. Hij volgt Manuel Valls op.[28]
- Overstromingen in het zuiden van Thailand kosten aan zeker veertien mensen het leven.[29]
- Op het CDU-congres in Essen wordt Angela Merkel voor de vierde keer tot kandidaat-bondskanselier gekozen.[30]
- Een Griekse rechter bepaalt dat andere drie Turkse militairen die na de mislukte staatsgreep in juli met een helikopter naar Griekenland waren gevlucht, wel mogen worden uitgeleverd aan Turkije.[31]

### 7 december
- De provincie Atjeh in Sumatra is getroffen door een aardbeving met een kracht van 6,4 op de schaal van Richter. Hierbij komen ten minste 94 mensen om het leven.[32]
- In Pakistan stort een vliegtuig van Pakistan International Airlines neer dat vanuit de noordelijke stad Chitral onderweg was naar Islamabad.[33] Hierbij komen alle 48 inzittenden om het leven.[34]
- De drug 4-fluoramfetamine (4-FA) wordt vanaf 1 april 2017 verboden.[35]
- De openbare aanklager van het Joegoslavië-tribunaal eist levenslang tegen Ratko Mladić.[36]
- Het laatste deel van de historische binnenstad van Aleppo in Syrië dat nog in handen was van opstandelingen, wordt heroverd door het Syrische leger.[37]
- Het Amerikaanse Time Magazine roept Donald Trump uit tot de meest invloedrijke persoon van 2016.[38]
- Het Boliviaans Openbaar Ministerie doet in onderzoek naar de ramp met vlucht 2933 invallen bij kantoren van luchtvaartmaatschappij LaMia. Bij de invallen werd de directeur van de maatschappij gearresteerd.[39]
- De voormalig Duitse tennisser Boris Becker stopt als trainer van de Servische tennisser Novak Đoković.[40]

### 9 december
- PVV-leider Geert Wilders is deels schuldig bevonden in het 'minder Marokkanen'-proces. Volgens de rechtbank heeft Wilders zich schuldig gemaakt aan groepsbelediging en het aanzetten tot discriminatie bij zijn uitspraken op de verkiezingsavond in 2014. Van enkele andere aanklachten, waaronder het aanzetten tot haat, werd hij vrijgesproken.[41]
- Bij een zelfmoordaanslag in de stad Madagali in Nigeria zijn zeker 56 mensen om het leven gekomen. Twee schoolmeisjes bliezen zichzelf bij een markt op. Volgens het Nigeriaanse leger zit terreurbeweging Boko Haram achter de aanslag.[42]

### 10 december
- In Istanboel zijn twee bommen ontploft in de buurt van het Besiktas-stadion. Volgens de Turkse minister van Binnenlandse Zaken Soylu zijn daarbij 38 doden en 155 gewonden gevallen.[43]
- In de Nigeriaanse stad Uyo zijn zeker 60 mensen omgekomen bij het instorten van een kerkgebouw tijdens een dienst.[44]
- De Nederlandse kickbokser Rico Verhoeven wordt uitgeroepen tot winnaar van 'het gevecht van de eeuw' in het Duitse Oberhausen, nadat zijn tegenstander Badr Hari het opgaf wegens een vermeende armblessure.[45][46]
- De president van Gambia, Yahya Jammeh, kondigt aan zijn verkiezingsverlies van 1 december aan te vechten bij het Hooggerechtshof.[47]

### 11 december
- Bij een bomaanslag op de koptische Sint Marcuskathedraal in de Egyptische hoofdstad Caïro komen 25 mensen om het leven.[48] Terreurgroep IS eist de aanslag op.[49]

### 12 december
- Een rechtbank in Rusland heeft het mediabedrijf RBK veroordeeld tot een boete van 4700 euro. RBK was aangeklaagd door het staatsoliebedrijf Rosneft vanwege kritische berichtgeving over een aandelendeal. Rosneft had een schadeclaim ingediend van 45 miljoen euro.[50]

### 14 december
- De Amerikaanse koepel van centrale banken, Federal Reserve, verhoogt de rente met 25 basispunten. Het is de tweede renteverhoging in tien jaar tijd.[51]

### 15 december
- Premier Rutte heeft in Brussel een akkoord bereikt over een aanvulling op het Oekraïneverdrag. Met die aanpassing wil Rutte het verdrag, waar Nederland in een referendum tegen stemde, alsnog ratificeren.[52]

### 17 december
- Bij een aanslag met een autobom in de Turkse stad Kayseri komen dertien militairen om het leven.[53]
- De Venezolaanse president Maduro trekt zijn omstreden besluit om het biljet van 100 bolivar ongeldig te verklaren in na protesten en chaos in het land, waarbij volgens de oppositie drie doden vielen.[54]

### 18 december
- Milities heroveren de Libische havenstad Sirte op terreurgroep IS. Dit maakt de Libische premier Sarraj bekend.[55]
- Een Hercules C130 van de Indonesische luchtmacht stort neer in de provincie Papua. Hierbij komen alle dertien inzittenden om het leven.[56]
- De Poolse regering zet een streep door de omstreden mediawet waartegen geprotesteerd werd de afgelopen dagen. De wet behelste dat er strengere controle op de media zou worden uitgeoefend.[57]
- In Göteborg winnen de Noorse handbalsters voor de zevende keer de Europese titel door in de finale Nederland met 30-29 te verslaan.

### 19 december
- In de Turkse hoofdstad Ankara wordt de Russische ambassadeur Andrej Karlov doodgeschoten terwijl hij een toespraak houdt.[58]
- Een vrachtauto rijdt in op een kerstmarkt in Berlijn, hierbij komen 12 mensen om het leven en raken 48 mensen gewond.[59]
- Honderden betogers gaan ondanks een demonstratieverbod de straat op in Kinshasa, de hoofdstad van DR Congo. Ze dragen rode kaarten met een oproep aan president Joseph Kabila om op te stappen. Die weigert vooralsnog.

### 20 december
- Bij een grote explosie op een open vuurwerkmarkt in de Mexicaanse stad Tultepec komen zeker 29 mensen om het leven en raken meer dan 70 mensen gewond.[60]

### 23 december
- In Milaan wordt de vermoedelijke dader van de aanslag op een kerstmarkt in de Duitse hoofdstad Berlijn in een vuurgevecht met de Italiaanse politie gedood, nadat hij naar zijn identiteitspapieren werd gevraagd. Een agent raakt gewond.[61]
- De VN-Veiligheidsraad neemt een resolutie 2334 aan tegen de bouw van Israëlische nederzettingen op Palestijns grondgebied. Opmerkelijk is dat de Verenigde Staten zich van stemming onthouden waardoor de resolutie kan worden aangenomen.[62]
- Het Nigeriaanse leger bevrijdt tussen de 1500 en 2000 vrouwen en kinderen uit een kamp van Boko Haram in het noordoosten van het land en arresteert meer dan 500 strijders van deze terreurgroep.[63]

### 24 december
- De Nederlandse tv-presentatrice Sylvana Simons stapt per direct uit de partij DENK en start onder de naam Artikel 1 haar eigen politieke partij op.[64]

### 25 december
- Een Tupolev Tu-154 van het Russische leger stort in de Zwarte Zee. Hierbij komen alle 92 inzittenden om het leven, inclusief 64 leden van het beroemde Aleksandrovkoor.

### 29 december
- Een binnenvaartschipper ramt de stuw bij Grave waardoor deze dusdanig beschadigd raakt dat de Maas tussen Sambeek en Grave en op het Maas-Waalkanaal tussen de sluizen Heumen en Weurt onbevaarbaar wordt door een te laag waterpeil.[65]

### 30 december
- Na onderhandelingen in Rusland tussen de Syrische regering van Assad, bijgestaan door Rusland en Iran, enerzijds en Turkije en verschillende rebellengroepen anderzijds komt men tot een staakt-het-vuren in Syrië. Een dag later stemt ook de VN-Veiligheidsraad unaniem in met het bestand. Islamitische Staat wordt buiten de besprekingen gehouden.

### 31 december
- Bij een bomaanslag op een drukke markt in de Iraakse hoofdstad Bagdad vallen minstens 25 doden en 50 gewonden. IS eist de aanslag op.

## Overleden
<< · januari · februari · maart · april · mei · juni · juli · augustus · september · oktober · november · december · >>